# Ерік Фаріас
Ерік Фаріас (порт. Erick Farias, нар. 3 січня 1997, Пелотас) — бразильський футболіст, нападник південнокорейського клубу «Ульсан Хьонде».

## Ігрова кар'єра
Народився 3 січня 1997 року в місті Пелотас. Вихованець юнацьких команд футбольних клубів «Судесте» та «Греміо», але на дорослому рівні не грав. 31 серпня 2017 року він переїхав за кордон і підписав контракт з данським «Вайле» з другого дивізіону. У новій команді він провів пів року, взявши участь у 8 матчах чемпіонату.
У січні 2018 року став гравцем клубу «Боа» з бразильської Серії В, але тут закріпитись не зумів і надалі грав за низку невеликих бразильських клубів.
У травня 2021 році він підписав контракт з «Іпірангою» (Ерешин) з Серії C, де одразу ж став основним гравцем стартового складу, ставши найкращим бомбардиром Ліги Гаушу 2022 року з шістьма голами. Після цього 6 квітня 2022 року Ерік відправився в оренду у «Васко да Гами» з Серії B. Він забив один гол у 14 матчах, допомігши клубу піднятися до Серії A, але його оренда була розірвана 6 лютого 2023 року, через що він не зміг дебютувати у вищому дивізіоні. Протягом 2023 року знову захищав кольори клубу «Іпіранга» (Ерешин) у Серії С.
3 серпня 2023 року він підписав трирічний контракт з «Жувентуде», і наприкінці сезону допоміг йому вийти до Серії А. Він дебютував у вищому дивізіоні Бразилії 13 квітня 2024 року в гра проти «Крісіуми» (1:1). Загалом за сезон провів 35 ігор чемпіонату, забивши 5 голів.
У березні 2025 року став гравцем південнокорейського клубу «Ульсан Хьонде». Станом на 16 квітня 2025 року відіграв за команду з Ульсана 4 матчі в національному чемпіонаті.

## Статистика виступів

### Статистика клубних виступів
Станом на 1 червня 2024
| Сезон             | Команда                  | Чемпіонат         | Чемпіонат | Чемпіонат | Національний кубок | Національний кубок | Національний кубок | Континентальні кубки | Континентальні кубки | Континентальні кубки | Інші змагання | Інші змагання | Інші змагання | Усього | Усього | Усього |
| Сезон             | Команда                  | Ліга              | Ігор      | Голів     | Ліга               | Ігор               | Голів              | Ліга                 | Ігор                 | Голів                | Ліга          | Ігор          | Голів         | Ігор   | Голів  |        |
| ----------------- | ------------------------ | ----------------- | --------- | --------- | ------------------ | ------------------ | ------------------ | -------------------- | -------------------- | -------------------- | ------------- | ------------- | ------------- | ------ | ------ | ------ |
| 2017–18           | «Вайле»                  | 1Д (ІІ)           | 8         | 0         | КД                 | 0                  | 0                  |                      | -                    | -                    |               | -             | -             | 8      | 0      |        |
| 2018              | «Боа»                    | ЛМ+B              | 5+5       | 0         | КБ                 | 0                  | 0                  |                      | -                    | -                    |               | -             | -             | 5+5    | 0      |        |
| 2018              | «Пелотас»                | ЛГ2               | 0         | 0         |                    | -                  | -                  |                      | -                    | -                    | ФГФ           | 12            | 0             | 12     | 0      |        |
| 2019              | «Глорія»                 | ЛГ2               | 17        | 5         |                    | -                  | -                  |                      | -                    | -                    |               | -             | -             | 17     | 5      |        |
| 2019              | «Ерсіліо Луж»            | D (IV)            | 2         | 0         | КБ                 | 0                  | 0                  |                      | -                    | -                    |               | -             | -             | 2      | 0      |        |
| 2019              | «Інтернасьйонал» (Лажис) | ЛКБ               | 7         | 2         | КБ                 | 0                  | 0                  |                      | -                    | -                    |               | -             | -             | 7      | 2      |        |
| 2019              | «Авеніда»                | ЛГ+D (IV)         | 0         | 0         |                    | -                  | -                  |                      | -                    | -                    | ФГФ           | 7             | 0             | 7      | 0      |        |
| 2020              | «Авеніда»                | ЛГ                | 3         | 0         |                    | -                  | -                  |                      | -                    | -                    |               | -             | -             | 3      | 0      |        |
| 2021              | «Нова Мутум»             | ЛМГ+D (IV)        | 11+0      | 2+0       | КБ                 | 0                  | 0                  |                      | -                    | -                    |               | -             | -             | 11     | 2      |        |
| 2021              | «Іпіранга» (Ерешин)      | ЛГ+C (ІІІ)        | 0+23      | 0         | КБ                 | 1                  | 0                  |                      | -                    | -                    |               | -             | -             | 24     | 0      |        |
| 2022              | «Іпіранга» (Ерешин)      | ЛГ+C (ІІІ)        | 15+0      | 6         | КБ                 | 0                  | 0                  |                      | -                    | -                    |               | -             | -             | 15     | 6      |        |
| 2022              | «Васко да Гама»          | ЛК+B (ІІ)         | 0+14      | 1         | КБ                 | 0                  | 0                  |                      | -                    | -                    |               | -             | -             | 14     | 1      |        |
| 2023              | «Васко да Гама»          | ЛК+A              | 2+0       | 0         | КБ                 | 0                  | 0                  |                      | -                    | -                    |               | -             | -             | 2      | 0      |        |
| 2023              | «Іпіранга» (Ерешин)      | ЛГ+C (ІІІ)        | 7+14      | 5+9       | КБ                 | 4                  | 0                  |                      | -                    | -                    |               | -             | -             | 25     | 14     |        |
| 2023              | «Жувентуде»              | B (ІІ)            | 0+13      | 2         | КБ                 | 0                  | 0                  |                      | -                    | -                    |               | -             | -             | 13     | 2      |        |
| 2024              | «Жувентуде»              | A                 | 13+5      | 3+1       | КБ                 | 1                  | 0                  |                      | -                    | -                    |               | -             | -             | 19     | 4      |        |
| Усього за кар'єру | Усього за кар'єру        | Усього за кар'єру | 164       | 36        |                    | 6                  | 0                  |                      | -                    | -                    |               | 19            | 0             | 189    | 36     |        |